# Condoleezza Rice
Condoleezza Rice (Birmingham, Alabama, 14. studenog 1954.), američka političarka, 66. državna tajnica Sjedinjenih Američkih Država. 
Članica je Republikanske stranke. Na položaju je 26. siječnja 2005. zamijenila Colina Powella. Za prvog Bushevog mandata (2001. – 2005.) bila je savjetnica za nacionalnu sigurnost. U politiku je ušla po direkciji oca bivše tajnice SAD-a Madeleine Albright, Josefa Korbela, koji je kao bivši češki diplomat u Beogradu, kasnije izbjeglica, u doba njenog studija na Sveučilištu Denver, u državi Colorado, predavao međunarodnu politiku.

## Akademnska karijera
Profesorica je političkih znanosti i prava, neudata. Od 1991., bila je jedan od direktora naftne tvrtke "Chevron". U floti iste je do 2001. godine operirao tanker tonaže 126,000 t s imenom - Condoleeza Rice. Isti je po njenom službenom povratku u politiku ishitreno i potajno preimenovan u "Altair Voyager". 
Ime je dobila po glazbenom stilu (sviranja klavira) "Con dolcezza" (sa slatkoćom) koji je voljela izvoditi njezina majka, a koje je, njezinim rođenjem, anglizirano u Condoleezza.

## Vanjske poveznice
- - Condoleezza Rice i legaliziranje torture - na engleskom
- - Politička karijera Condoleeze Rice - na engleskom
- - Poslovna karijera Condolezze Rice - na engleskom